# Albert Perrenoud
Vous pouvez aider à l'améliorer ou bien discuter des problèmes sur sa page de discussion.
- Il ne s’appuie pas, ou pas assez, sur des sources secondaires ou tertiaires. (Marqué depuis janvier 2017)
- Sa forme n’est pas encyclopédique et ressemble trop à un curriculum vitæ. Modifiez le texte pour aider à le transformer en article neutre. (Marqué depuis janvier 2017)

- Archive Wikiwix
- Bing
- Cairn
- DuckDuckGo
- E. Universalis
- Gallica
- Google
- G. Books
- G. News
- G. Scholar
- Persée
- Qwant
- (zh) Baidu
- (ru) Yandex
- (wd) trouver des œuvres sur Wikidata

Albert Perrenoud, mort en 1933, est une personnalité politique genevoise, membre du Parti jeune-radical.

## Biographie
Élu au Grand Conseil genevois en 1916, il le quitte deux ans plus tard lorsqu'il devient conseiller d'État jusqu'en 1924.